# Mimeresia carlota
Mimeresia carlota är en fjärilsart som beskrevs av Suffert 1904. Mimeresia carlota ingår i släktet Mimeresia och familjen juvelvingar. Inga underarter finns listade i Catalogue of Life.